# روز ولنتاین
روز ولنتاین که به آن روز ولنتاین قدیس یا جشن ولنتاین نیز می‌گویند، هر ساله در ۱۴ فوریه جشن گرفته می‌شود. این گرامی‌داشت به عنوان یک روز جشن مسیحی (تقویم قدیسین) برای بزرگداشت یک شهید مسیحی به نام ولنتاین قدیس آغاز گردید و از طریق سنت‌های مردمی پس از آن، به یک جشن فرهنگی، مذهبی و تجاری مهم عاشقانه در بسیاری از مناطق جهان تبدیل شد.
داستان‌های مختلفی در مورد اینکه چرا ۱۴ فوریه روز ولنتاین انتخاب شده است، وجود دارد. در کشورهای اسکاندیناوی در اواسط فوریه است که پرندگان جفت‌گیری می‌کنند، به همین دلیل است که این دوره، از زمان‌های قدیم به عنوان نماد عشق و تولید مثل یاد می‌شود. تعدادی داستان و روایت گوناگون از شهادت ولنتاین در ۱۴ فوریه وجود دارد، از جمله داستانی از زندانی شدن ولنتاین قدیس به دلیل خدمت به مسیحیان تحت آزار و اذیت امپراتوری روم در سده سوم میلادی نقل شده است. بر اساس یک سنت اولیه، ولنتاین قدیس بینایی را به دختر نابینای زندانبان خود بازگرداند. داستان‌های پرشمار افزوده شده بعدی به این افسانه، ولنتاین را بیشتر با موضوع عشق مرتبط می‌کند: داستان‌های مربوط به سده هجدهم میلادی این قصه را پرآب و تاب تر کرده بازگو کننده این ادعاست که ولنتاین قدیس، نامه‌ای را برای دختر زندانبان خود با امضای «ولنتاین تو» به عنوان وداع قبل از اعدامش نوشته است. روایتی دیگر نقل می‌کند که ولنتاین قدیس برای سربازان مسیحی که به‌دست امپراتور روم ممنوع الازدواج بودند، مراسم عروسی برگزار کرد.
در اشعار اوتون دو گراندسون (Oton III de Grandson)، جفری چاوسر و شارل، دوک اورلئان (۱۳۹۴–۱۴۶۵) که در انگلستان اسیر شده بود، مطالبی هست که اغلب به روز ولنتاین اشاره می‌کند. نخستین یادکرد روز ولنتاین با مفهوم عشق به سده چهاردهم در انگلستان برمی گردد، جایی که اعتقاد بر این بود که ۱۴ فوریه روز جفت شدن پرندگان است، این باور در نوشته‌های جفری چاوسر در سده چهاردهم ذکر شده است. در این دوران مرسوم بود که عاشقان یادداشت‌های رومانتیک رد و بدل می‌کردند و یکدیگر را ولنتاین می‌نامیدند.
جشن قدیس ولنتاین توسط پاپ ژلازیوس یکم در سال ۴۹۶ میلادی ابداع شد. ژلازیوس یکم این جشن را در ۱۴ فوریه به افتخار سِنت ولنتاین روم، که در سال ۲۶۹ میلادی کشته شده بود، برگزار کرد. این روز در قرون ۱۴ و ۱۵ با عشق رمانتیک همراه شد، زمانی که مفاهیم عشق شهسوارانه شکوفا شد، عشقی که ظاهراً با «مرغ عشق» اوایل بهار در ارتباط بود. در جشن ولنتاین در بریتانیا سده هجدهم، زوج‌ها با اهدای گل و شیرینی و ارسال کارت‌های تبریک ولنتاین، عشق خود را به یکدیگر ابراز می‌کردند. نمادهای روز ولنتاین که امروزه مورد استفاده قرار می‌گیرند شامل اشکال مختلف قلب، کبوتر و شکل کوپیدو بالدار است. از سده نوزدهم، دست‌نوشته‌های ولنتاین کاربرد بیشتری نسبت به کارت‌های ولنتاین پیدا کرده‌اند. در ایتالیا، کلیدهای سِنت ولنتاین به عنوان نمادی عاشقانه و دعوتی برای باز کردن قفل قلب اهدا کننده عشق، هدیه داده می‌شود. این کلید همچنین به کودکان برای جلوگیری از بیماری صرع (بیماری سِنت ولنتاین) هدیه داده می‌شود.
روز ولنتاین در هیچ کشوری تعطیل رسمی نیست، اگرچه در انجمن انگلیکان و کلیسای لوتری، روز جشن رسمی است. بسیاری از بخش‌های کلیسای ارتدکس شرقی نیز روز ولنتاین را در ۶ ژوئیه به افتخار قدیس ولنتاین کشیش رومی، و در ۳۰ ژوئیه به افتخار شهید والنتاین، اسقف اینترامنا (ترنی مدرن) جشن می‌گیرند.

## پیشینهٔ تاریخی
ولنتاین قدیس احتمالاً زمانی حدود سال ۲۷۰ میلادی به قتل رسیده است. در حالی که برخی بر این نظر هستند که روز ولنتاین، سالگرد مرگ یا به خاکسپاری ولنتاین است، گروه دیگر معتقدند کلیسای کاتولیک به منظور مسیحی سازی یک سنت باستانی و مشرکانه لوپرکالیا که در روم مرسوم بوده، این تاریخ را برگزیده است. تا اواخر سده پنجم میلادی در امپراتوری روم جشن لوپرکالیا به مناسبت باروری برگزار می‌شد. در سال ۴۹۸ میلادی، پاپ ژلازیوس یکم برگزاری جشن لوپرکالیا را ممنوع کرد. وی روز ۱۴ فوریه را به عنوان روز ولنتاین اعلام کرد، تا با اعمال مشرکانه مقابله کند.
در سده‌های میانه اروپا، به‌خصوص در انگلستان و فرانسه، ولنتاین یکی از محبوب‌ترین قدیسان بوده است. به‌خصوص همزمانی شروع جفت‌گیری پرندگان با روز ولنتاین، این باور را که روز ولنتاین به واقع، روز عشاق است، تشدید کرد.
قدیمی‌ترین یادبود ولنتاین که امروز در دست می‌باشد، مربوط به چارلز دوک اورلئان است. وی که در پی شکست در نبرد آزینکورت در برج لندن زندانی بود نامه ای را در سال ۱۴۱۵ برای معشوقه‌اش نوشت که اکنون در مجموعه دستنویسهای کتابخانه بریتانیایی نگهداری می‌شود.

## افسانه ولنتاین

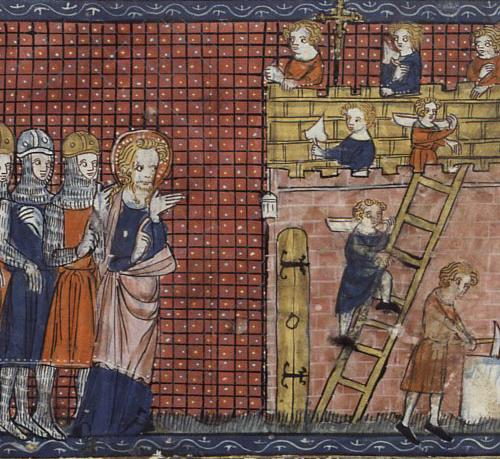
ولنتاین قدیس و مریدانش

تاریخ کامل و دقیق ولنتاین در دست نیست و آنچه از پیشینه این روز می‌دانیم با افسانه درآمیخته است.
امروزه کلیسای کاتولیک به این نتیجه رسیده است که حداقل سه قدیس به نام ولنتاین یا والنتیوس وجود داشته‌اند که همگی به قتل رسیده‌اند، به همین دلیل چندین افسانه سعی در بازگویی تاریخچه این آئین دارند.
طبق یک افسانه مشهور در سده سوم میلادی، در روم باستان در دوران فرمانروایی کلودیوس دوم کشیشی به نام ولنتاین می‌زیسته است. کلودیوس عقیده داشت مردان مجرد نسبت به آنانی که همسر و فرزند دارند سربازان جنگجوتر و بهتری هستند. از این رو ازدواج را برای مردان جوان امپراتوری روم قدغن می‌کند. ولنتاین معتقد بود که این حکم ناعادلانه است؛ لذا مخفیانه عقد سربازان رومی را با دختران محبوبشان جاری می‌کرد. هنگامی که کلودیوس این امر را دریافت، ولنتاین را به مرگ محکوم کرد.
افسانه دیگر می‌گوید شاید کشیش ولنتاین به علت نجات دادن و فراری دادن مسیحیان از آزار و شکنجه رومیان کشته شده باشد.
مطابق یک افسانه، کشیش ولنتاین خود عاشق دختر زندانبانش شده و نخستین کارت ولنتاین را خود او پیش از مرگش برای آن دختر فرستاد و در آن نوشت «از طرف ولنتاین تو».

## برگزاری در سراسر جهان

### ایران
در ایران از سال ۱۳۸۹ تولید انواع پوستر، بروشور، جعبه و کارت‌های تبلیغاتی با نمادهای قلب، نیم قلب، گل رز قرمز به مناسبت روز ولنتاین و هر گونه فعالیتی مبنی بر اطلاع‌رسانی، در این روز ممنوع شده است و از سوی مراجع قانونی با واحدهای متخلف برخورد قانونی می‌شود. گروهی دیگر به جای آن جشن اسفندگان را که برگرفته از آیین‌های ایرانی است و در روز پنجم اسفند (اسفندروز از اسفندماه) برگزار می‌شود، را به جای ولنتاین پیشنهاد می‌کنند. اسفندیار اختیاری، نماینده زرتشتیان دوره هشتم مجلس شورای اسلامی جشن سپندارمزگان را روز عشق حقیقی در فرهنگ ایرانی می‌داند و پیشنهاد می‌کند که مردم به جای ولنتاین، این روز را جشن بگیرند. این روز در میان بسیاری از جوانان ایرانی محبوب است و آن را گرامی می‌دارند.

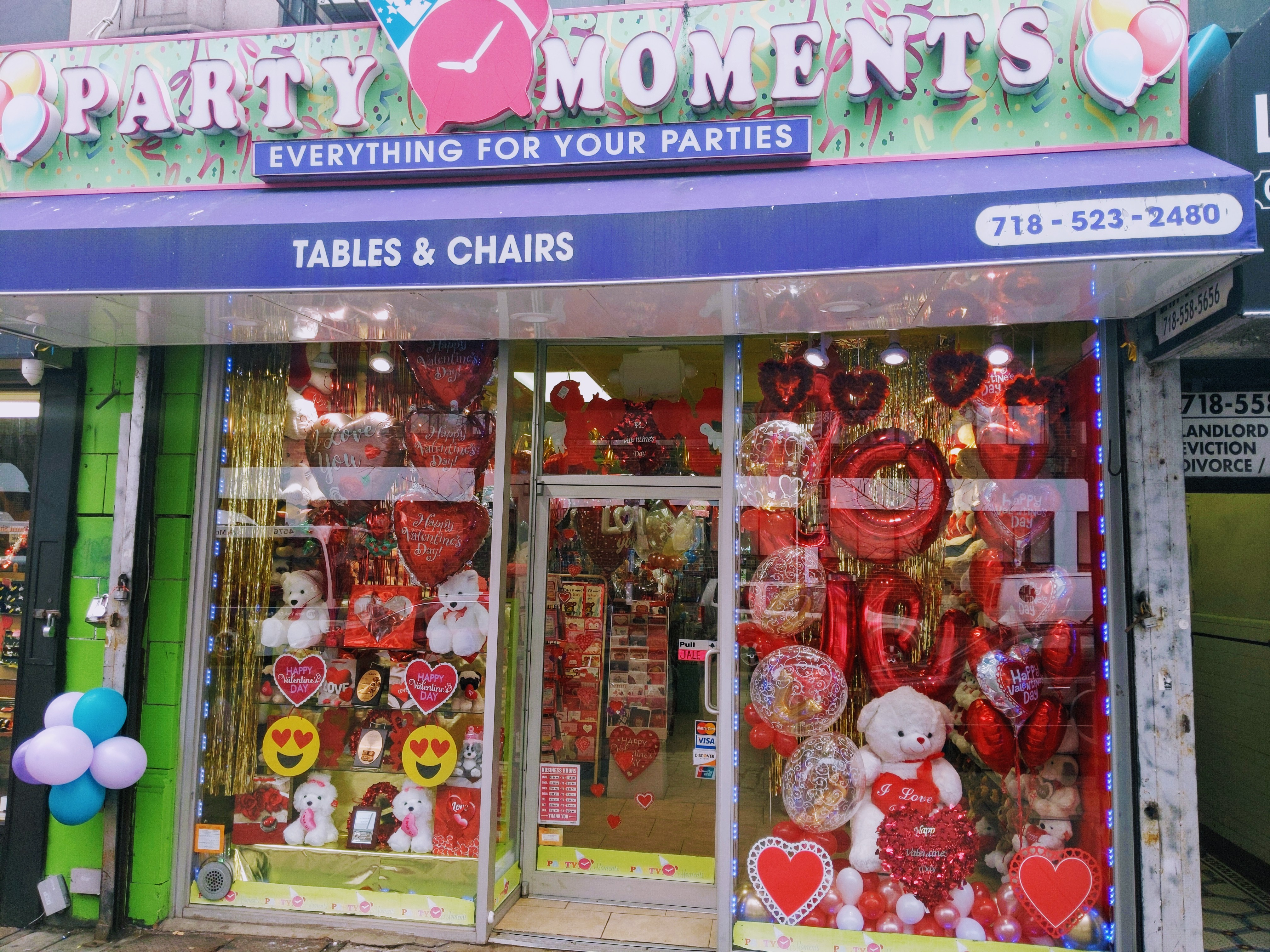
در بسیاری از کشورها هدیه‌دادن عروسک خرس رایج می‌باشد.

در سال‌های مختلف بعد از ۱۳۸۹، مقامات جمهوری اسلامی ممنوعیت‌های مختلفی برای مبارزه با جشن ولنتاین اعمال کردند از جمله اینکه در سال ۱۳۹۸، فروش برخی از بادکنک‌های خاص (به شکل قلب) که با شئونات اسلامی همخوانی ندارد را ممنوع اعلام کردند. در این روز رئیس اتحادیه صنف خرازی فروشان اعلام کرد تا اطلاع ثانوی خرید و فروش بادکنک ممنوع است.
حسین محمدی کارشناس مسائل فرهنگی و استاد دانشگاه در قزوین در مصاحبه با خبرنگار باشگاه خبرنگاران جوان در سال ۱۳۹۸ بیان کرد: «پدیده ولنتاین بر اساس آنچه که رایج است روابط عاشقانه را به سمتی پیش می‌برد که افراد، روابط عاشقانه را در یک بستر ارتباطی نامطمئن، بدون تعهد و مسئولیت پذیری بسازند و این در دراز مدت روابط اصیل عاشقانه را دچار خدشه کرده و صرفاً یک نوع پاسخگویی به نیازهای غریزی بوده و از برآورده شدن نیازهای متعالی انسان جلوگیری خواهد کرد.» او در این مصاحبه ولنتاین را یک استعمار نو نامید.

### ترکیه
به گفته کاظم کیش رئیس اتاق گل فروشان ازمیر در سال ۲۰۱۹، تولیدکنندگان گل و گیاه در ترکیه قبل از فرارسیدن روز ولنتاین در ۱۴ فوریه ۲۰۱۹ آمادگی لازم برای ارائه محصولات خود به مناسبت این روز داشته‌اند. شهر ازمیر به عنوان مهم‌ترین مرکز تولید گل در ترکیه محسوب می‌شود. بیش از یک پنجم آن در روز ولنتاین فروخته می‌شود.

### عربستان سعودی
در عربستان سعودی فروش محصولات مربوط به روز ولنتاین مانند گل رز در سال ۲۰۰۲ و ۲۰۰۸ ممنوع شد و پلیس مذهبی این کشور از مغازه داران خواست تا چنین چیزهایی را به فروش نرسانند. با این حال، در سال‌های ۲۰۱۷ و ۲۰۱۸، پس از اینکه فتوی احمد بن قاسم الغامدی روحانی سعودی و رئیس سابق هیئت امر به معروف و نهی از منکر در مکه به‌طور گسترده‌ای پخش شد، پلیس مذهبی مانع از برگزاری جشن‌های مسلمانان نشد.

### مالزی
در مالزی برخی مقامات حکومتی و مذهبی به‌دلیل آنچه که «نامتناسب بودن» این جشن با فرهنگ مسلمانان آن کشور می‌دانند، با به‌راه‌اندازی کمپین ضد ولنتاین، تلاش کرده‌اند مردم را از برگزاری مراسم روز ولنتاین نهی کنند. در چند ایالت مالزی، مقامات در صدد وضع قوانینی هستند که مانع از برقراری رابطهٔ جنسی ـ پیش از ازدواج ـ میان دخترها و پسرهای مجرد در هتل‌ها شوند. اما همهٔ مردم آن کشور با مواضع ضد ولنتاین حاکمان آن کشور موافق نیستند و برخی برگزاری این جشن را بی‌ضرر می‌دانند.

### عراق
۲۴ فوریه ۲۰۱۸، مردم موصل برای نخستین بار بعد از داعش، ولنتاین را جشن گرفتند.

### پاکستان
مقامات حکومتی و قضایی کشور پاکستان روز ولنتاین را فرهنگی، غربی دانسته، آن را مغایر با آداب و فرهنگ پاکستان خواندند و برگزاری هرگونه مراسم و گرامیداشت این روز را ممنوع اعلام کردند. افزایش روز افزون استقبال جوانان از برگزاری مراسم روز ولنتاین به موضوع بحث و جدل در میان اکثریت مسلمان پاکستان بدل شد، به طوری که دادگاه عالی اسلام‌آباد در سال‌های ۲۰۱۷ و ۲۰۱۸ میلادی به ممنوعیت برگزاری مراسم این روز رای داد.

### هند
در کشور هند برگزاری ولنتاین هم از سوی نخبه‌های جامعه هم از سوی مقامات مورد انتقاد قرار گرفته است و محدودیت‌هایی دارد.

## رسوم ولنتاین

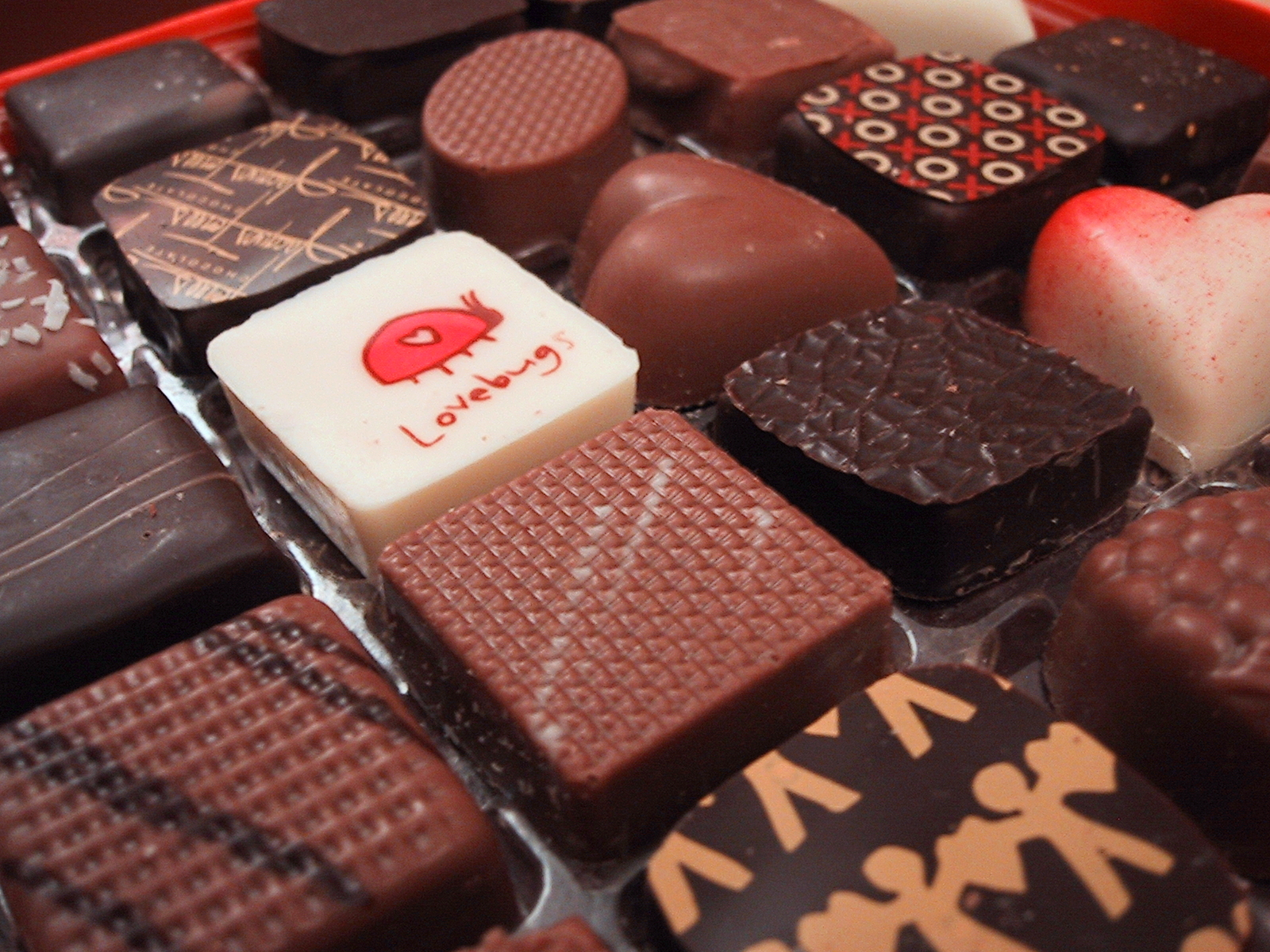
از هدایای مرسوم در این روز هدایای جعبهٔ شکلات می‌باشد.

در کشورهای اروپایی و آمریکایی دادن شکلات، کارت تبریک، گل و … به عنوان هدیه روز ولنتاین از شهرت خاصی برخوردار است. تزئین شکلات و پختن انواع آن نیز از آداب این روز به‌شمار می‌رود. در منطقه نورفک انگلستان، یک شخصیت به نام «جک» در خانه‌ها را می‌زند و یک هدیه پشت در برای بچه‌ها می‌گذارد. البته در بسیاری مواقع هدیه‌هایش همراه حقه است و بچه‌ها اکثرشان از این فرد افسانه‌ای می‌ترسند.

## در دیگر فرهنگ‌ها

### چین
برخی بر آنند که ولنتاین فراتر از سنتی غربی است که پیش از این در بسیاری کشورهای جهان موجود بوده است. در کشور چین، روزی مشابه ولنتاین موجود است که تحت عنوان «شب هفتم‌ها» نامیده می‌شود. برابر با افسانه‌ای چینی، پسر گاوچران و دختر بافنده، در هفتمین روز هفتمین ماه از تقویم قمری در آسمان با یکدیگر ملاقات کردند. آخرین «شب‌های هفتم» در ۳۰ اوت ۲۰۰۶ بود.

### ایران باستان
در ایران باستان دو جشن از جهاتی با ولنتاین مشابهت داشته است. یکی جشن مهرگان که در دهم مهر ماه برگزار می‌شده و در آن مردم به یکدیگر هدیه می‌داده‌اند و دیگر جشن اسفندگان یا سپندارمذگان بوده که بیست و نهم بهمن فعلی برگزار می‌شده و مردان به همسران خود هدیه داده و از آن‌ها تجلیل می‌کرده و بر تخت می‌نشانده‌اند که برگزاری آن در ایران امروز گاهی با مخالفت‌های مذهبی همراه است.

### ژاپن
روایتی دیگر از این روز با اندکی تفاوت نسبت به چین، در ژاپن نیز موجود است که از آن به عنوان «شب‌های هفتم» یاد می‌گردد و برابر با هفتم ژوئیه تقویم میلادی ست. در ژاپن همچنین روز سفید جشن گرفته می‌شود.

### آذربایجان
در فرهنگ آذربایجان نیز «سونای گئجه‌سی» یعنی شب سونای را که برابر است با ۳۱ شهریور (آخرین روز تابستان) از طرف آذربایجانی‌ها به عنوان روز عشق گرامی داشته می‌شود، در این شب که خورشید و ماه در زاویه ۱۸۰ درجه رو در روی یکدیگر قرار می‌گیرند به سان دو عاشق دیگر روزهای سال را در پی هم می‌روند و بدینسان عشق آنان جاودانه می‌شود.

### اسرائیل
اسرائیل تلاش کرده است تا ولنتاین ملی خود را داشته باشد. در دهه‌های گذشته در اسرائیل تو بآو به عنوان روز والنتاین ملی استفاده می‌شود و زوج‌های عاشق در این روز مراسم خاصی را اجرا می‌کنند.

### مصر
در کشور مصر، روز عشق دیگری موجود است که برابر با ۴ نوامبر هر سال است. در کره جنوبی، در ۱۱ دسامبر هرسال، روزی تحت عنوان «روز پِپِرو» موجود است که در آن زوج‌های جوان هدایایی به یکدیگر تقدیم می‌کنند.

### برزیل
در برزیل، ولنتاین در ۱۲ ژوئن، در آستانه روز آنتونیوی پادوا، که به «سانتو کبریت ساز» معروف است، جشن گرفته می‌شود.

## انتقادها

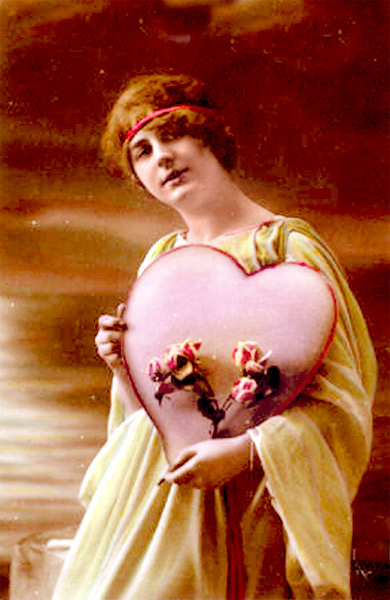
یک کارت پستال روز ولنتاین در حدود سال ۱۹۰۰

گروهی نیز روز ولنتاین را به علت ترویج مصرف گرایی تقبیح می‌کنند و آن را «جشنی برای سرمایه‌داری» به جهت کسب سود می‌دانند. گردش مالی هدایا و هزینه‌هایی که برای روز ولنتاین در سال ۲۰۱۹ میلادی در آمریکا پرداخت شد رقمی بالغ بر ۲۰ میلیارد دلار بود. برخی جنبش‌ها نیز تحت عنوان جنبش ضد ولنتاین‌گرایی ایجاد کرده و افراد را تشویق به اهدای هدایای ارزان یا رایگان می‌کنند. از دید برخی در ایران نیز ولنتاین مظهر تجمل گرایی و مصرف گرایی شده است. به نظر آن‌ها جوانان بیش از آنکه به ابراز محبت بپردازند به ارزش مادی هدایا توجه دارند؛ لذا هدیه بسیار گران‌قیمت را مظهر علاقه می‌پندارند.
برخی از علمای مسلمان به‌خصوص از اهل سنت از آن رو که این یک رسم رومی و مسیحی است بزرگداشت آن را بدعت شمرده و حرام دانسته‌اند.

## شهرهای منسوب به ولنتاین قدیس
بر اساس باورهای کنونی، بقایای ولنتاین قدیس که در سده ۱۹ (میلادی) در قبرستانی باستانی در ایتالیا کشف شد هم‌اکنون در سه شهر رم، دوبلین و گلاسگو نگهداری می‌شود. بخشی از این بقایا پس از انتقال به یک تابوت طلایی توسط پاپ گریگوری شانزدهم به کلیسای کاتولیک وایت فرایر در دوبلین پایتخت جمهوری ایرلند اهدا شد. بخش دیگری از این بقایا که گفته می‌شود شامل استخوان‌های ولنتاین قدیس است توسط یک خانواده متمول فرانسوی در سده نوزدهم به کلیسای فرانسیس مقدس در شهر گلاسگو در اسکاتلند منتقل شد. خارج از حلقه‌های مذهبی از مردم عادی کمتر کسی از وجود این بقایا در شهر اطلاع داشت تا اینکه در سال ۱۹۹۹ تصمیم به انتقال این بقایا به کلیسای دیگری به نام The Blessed John Duns Scotus گرفته شد. این اقدام توجه گستردهٔ رسانه‌ها و به طبع آن عموم مردم را به دنبال داشت به‌طوری‌که شهر گلاسگو به خاطر میزبانی ولنتاین قدیس «شهر عشاق» لقب گرفت و از سال ۲۰۰۲ این شهر در روز ولنتاین میزبان فستیوالی به نام «فستیوال عشق» می‌باشد.

## نگارخانه

نگارخانه
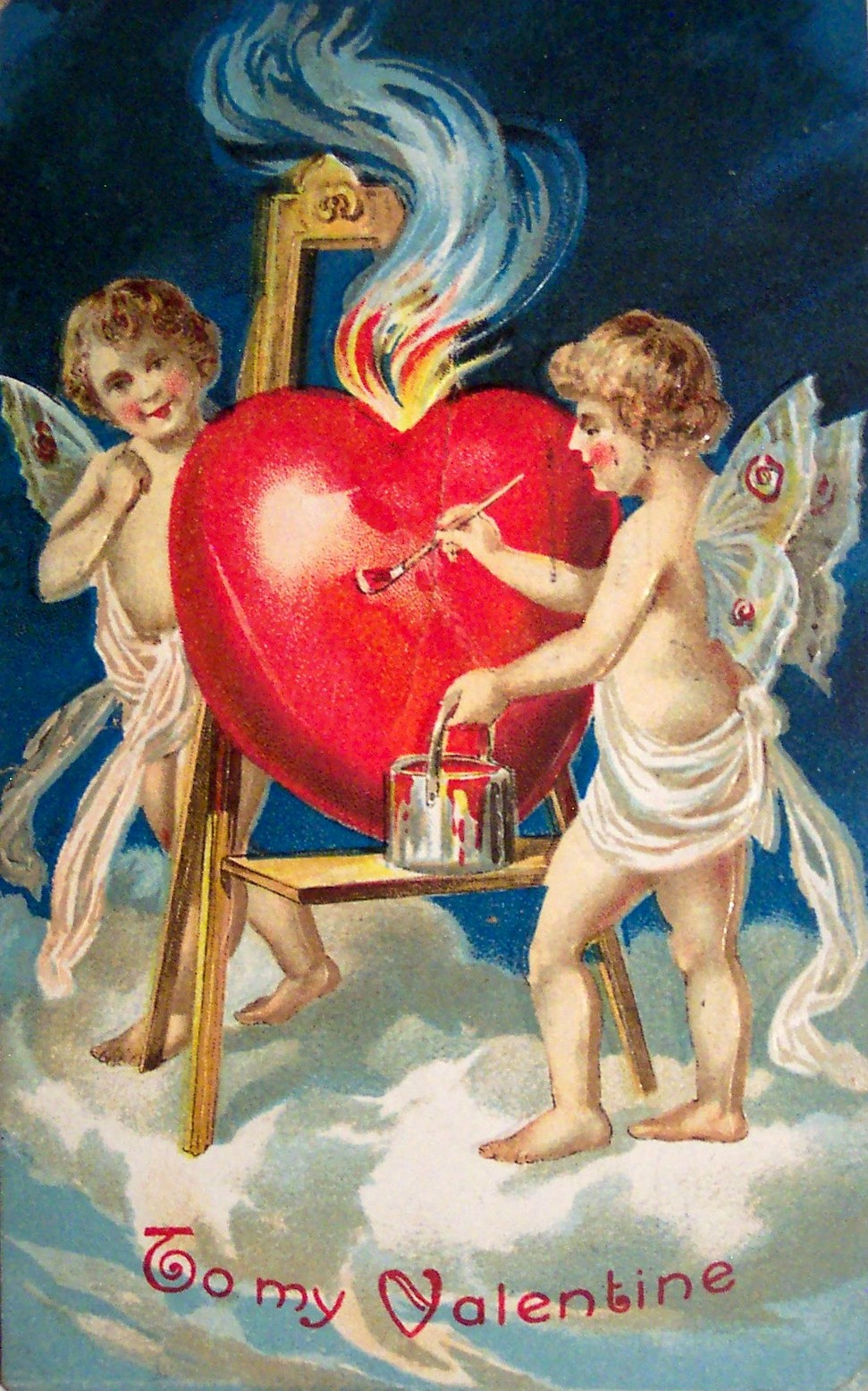
کارت ولنتاین (۱۹۰۹ میلادی)
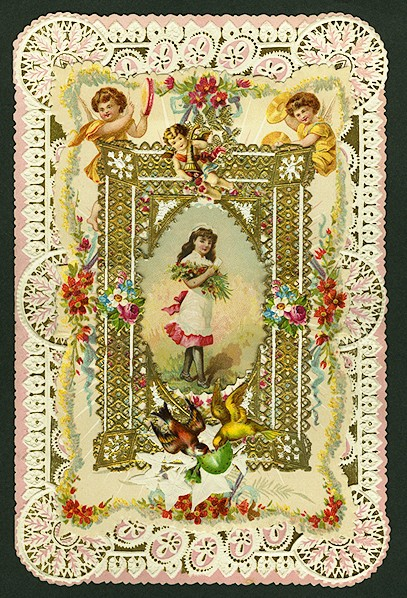
کارت پستالی متعلق به ۱۸۹۹
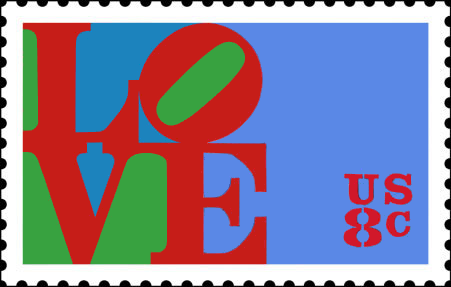
تمبر منتشرهٔ آمریکا به‌مناسبت روز ولنتاین
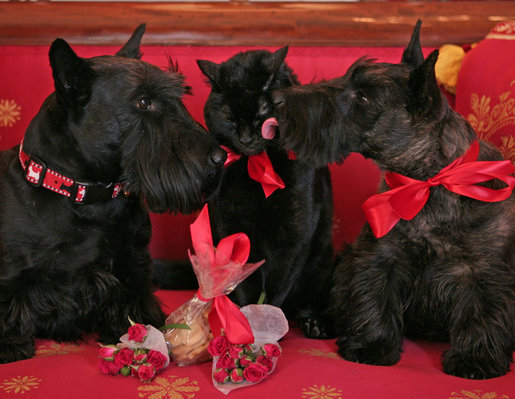
بارنی و دوستان در روز ولنتاین در سال ۲۰۰۷ در کاخ سفید.

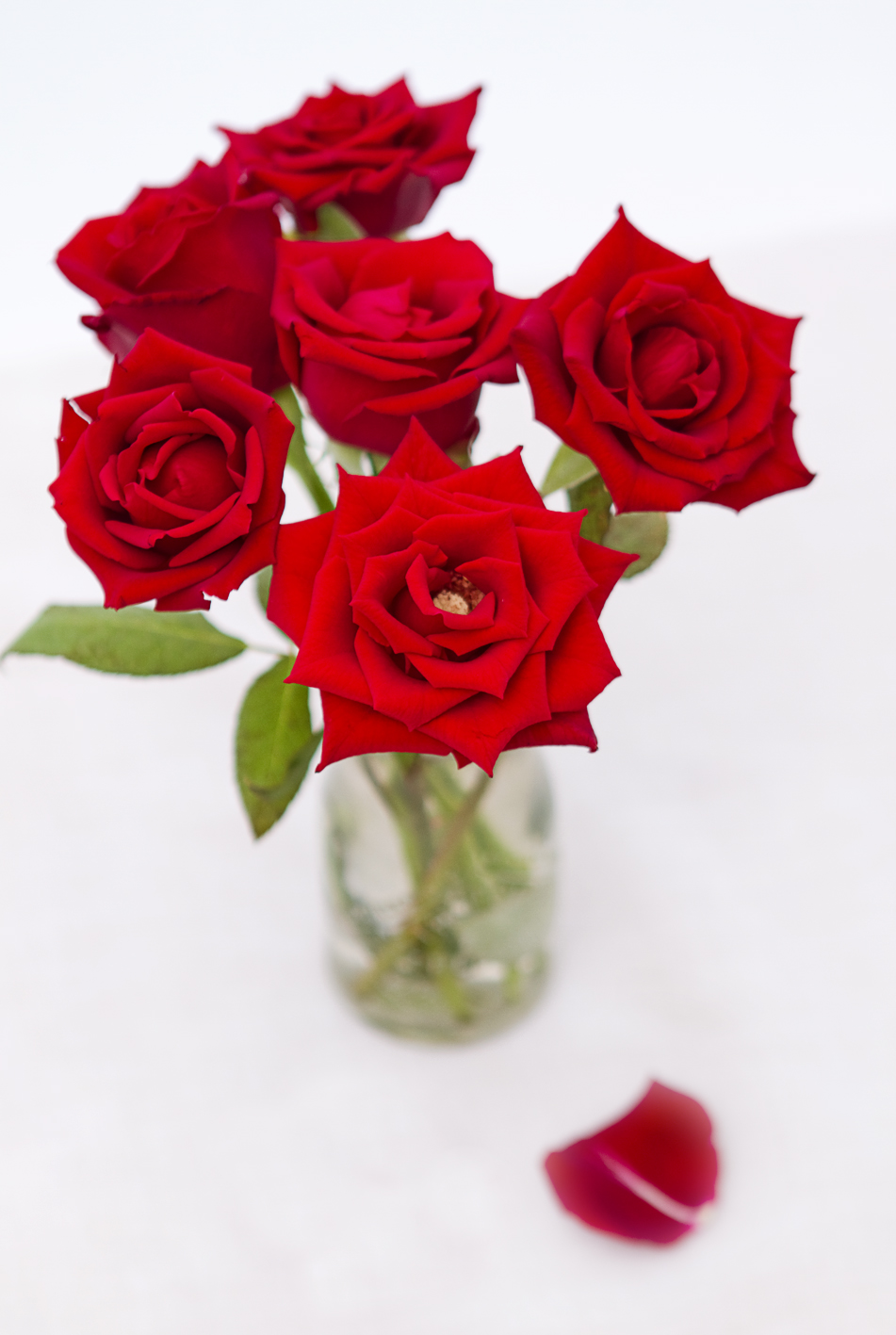
گل رز سرخ یکی از هدایای مرسوم در ولنتاین
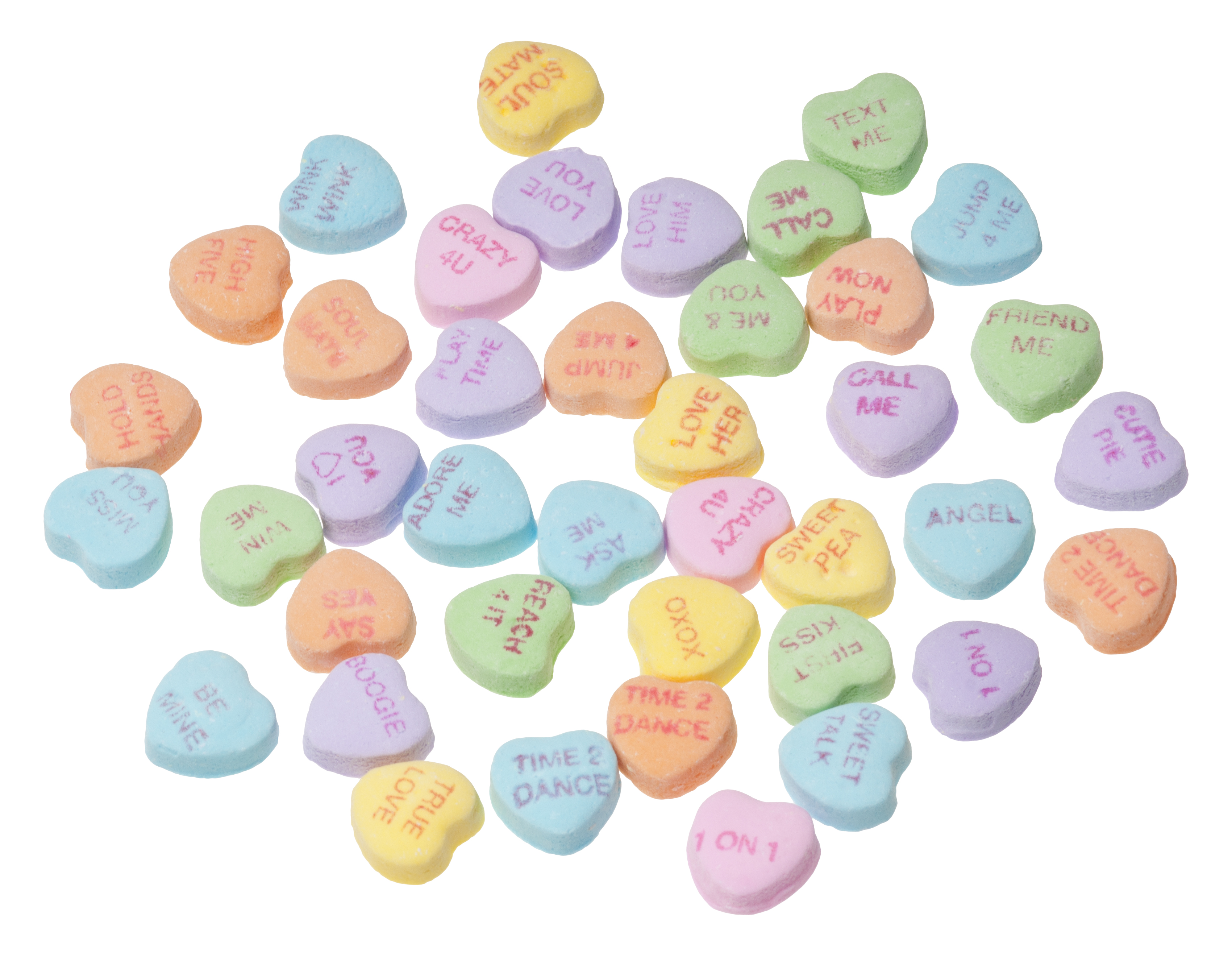
پیام‌های عاشقانه روی آب‌نبات برای روز ولنتاین
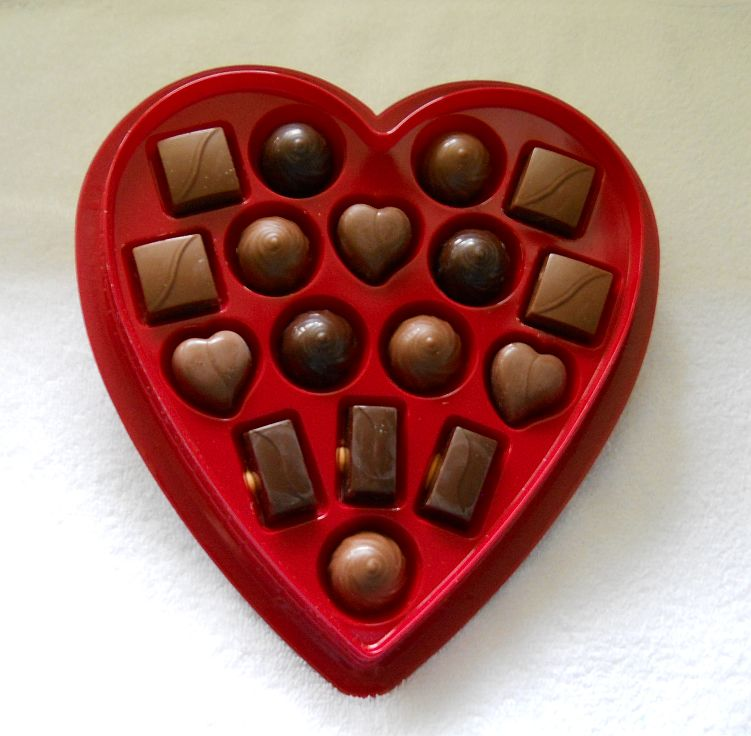
جعبهٔ شکلات یکی از هدیه‌های مرسوم در ولنتاین